# Криком журавлиным: возвращение домой
«Криком журавлиным: возвращение домой». Часть 2 — седьмой студийный альбом российского певца Витаса, выпущенный в 2007 году. Сиквел выпущенного годом ранее альбома «Возвращение домой». Другим примером парных студийных альбомов Витаса являются альбомы «Только ты: история моей любви» (2013) и «Я подарю тебе весь мир: история моей любви» (2014).

## История
Альбом был выпущен в 2007 году, как продолжение альбома «Возвращение домой».
Альбом состоит из 11 студийных песен и 2 видеоклипов к песням «Jamaica» и «Криком журавлиным». В предыдущем альбоме «Криком журавлиным» представлена в качестве видеоклипа. В этом альбоме она представлена не только в качестве видеоклипа, но и в качестве студийной записи.
Песня «Jamaica» является кавер-версией, которую в своё время исполняли Робертино Лоретти, Валерий Меладзе и многие другие. Витас её исполнил на языке оригинала.
Последняя 11-я песня «Лист осенний» уже хорошо известна поклонникам по альбому «Мама».
Также в качестве бонусного видео прилагается «ASIA tour 2007 real video».

## Список песен
Автором музыки всех песен, кроме 2, является Витас.
| Номер песни | Русское название    | Английское название | Музыка               | Текст                                             |
| ----------- | ------------------- | ------------------- | -------------------- | ------------------------------------------------- |
| 01          | Криком журавлиным   | Crane's Crying      | Витас                | Светлана Карабанова                               |
| 02          | Ямайка              | Jamaica             | Тонино Антонио Валли | Тонино Антонио Валли                              |
| 03          | Ангел без крыла     | Angel without wing  | Витас                | Триш                                              |
| 04          | Маленький принц     | Little Prince       | Витас                | Дмитрий Плачковский                               |
| 05          | Принцесса           | Princess            | Витас                | Витас                                             |
| 06          | Мудрец              | Sage                | Витас                | Дмитрий Плачковский                               |
| 07          | Тополь              | Poplar              | Витас                | Дмитрий Плачковский                               |
| 08          | Старый календарь    | Old Calendar        | Витас                | Дмитрий Плачковский                               |
| 09          | Я твоё повторяю имя | I Repeat Your Name  | Витас                | Федерико Гарсиа Лорка Яков Серпин (русский текст) |
| 10          | Колыбельная         | Lullaby             | Витас                | Витас                                             |
| 11          | Лист осенний        | An Autumn Leaf      | Витас                | Витас Дмитрий Плачковский                         |